# Мушинский сельсовет
Му́шинский сельсовет — административная единица на территории Мстиславского района Могилёвской области Республики Беларусь.

## Состав
Мушинский сельсовет включает 9 населённых пунктов:
- Борисовка — деревня.
- Веркеевщина — деревня.
- Воловники — деревня.
- Доброе — деревня.
- Дубейково — деревня.
- Золочево — деревня.
- Лопатино — деревня.
- Мушино — агрогородок.
- Пирогово — деревня.

Упразднённые населённые пункты:
- Дубровка — деревня[1].